# 9108 Toruyusa
9108 Toruyusa eller 1997 AZ6 är en asteroid i huvudbältet som upptäcktes den 9 januari 1997 av den japanska astronomen Takao Kobayashi vid Ōizumi-observatoriet. Den är uppkallad efter Toru Yusa.
Asteroiden har en diameter på ungefär 3 kilometer.